# 京都市小学校大文字駅伝大会
京都市小学校大文字駅伝大会（きょうとししょうがっこうだいもんじえきでんたいかい）は、毎年2月に京都府京都市で開催されてきた駅伝大会。
1987年（昭和62年）に始まった京都市小学校長会や京都市小学校スポーツ連盟などが主催する駅伝大会である。

## 歴史
全国に先駆け一般道路を使用した小学生による駅伝競走として、1987年2月15日に第1回が開催された。その後も毎年2月に開催された。京都市の全市立小学校が参加する予選を突破した6年生が参加する。
第23回大会からは控え選手を対象とするランニング教室も開催された。

### 年表
- 1987年（第1回大会） - 初開催
- 1995年（第8回大会） - 姉妹都市の小学生の選手を招待[1]
- 1997年（第10回大会） - 神戸市から小学生の選手を招待[1]

### 休止
新型コロナウイルスの感染拡大で2021年と2022年の大会は中止となり、その機に主催団体が駅伝の在り方を検討する会議を開き検証を行った。検証の結果、練習の過熱化、指導者間のスポーツ医学の知識の格差、指導や大会運営に関わる教職員の負担などが問題になった。京都市教育委員会では2022年10月から2023年1月に全市立小で1千メートルの記録会を行い、標準記録を突破した児童が参加する大会を新たに開催することになった。京都市教育委員会では駅伝を再開させるかどうかは未定としている。

## コース
第34回京都市小学校大文字駅伝大会
- 第1区：衣笠小学校前～佛教大学前（1,881m）
- 第2区：佛教大学前～元町小学校前（1,863m）
- 第3区：元町小学校前～ノートルダム学院小学校前（1,730m）
- 第4区：ノートルダム学院小学校前～植物園南入口横（1,727m）
- 第5区：植物園南入口横～出雲路橋南河川敷（1,254m）
- 第6区：出雲路橋南河川敷～賀茂大橋南河川敷（1,112m）
- 第7区：賀茂大橋南河川敷～荒神橋南河川敷（1,067m）
- 第8区：荒神橋南河川敷～岡崎公園野球場（1,751m）

## 運営
第34回京都市小学校大文字駅伝大会
- 主催：京都市教育委員会、京都市小学校長会、京都市小学校体育研究会、京都市小学校スポーツ連盟
- 共催：公益財団法人京都青少年育成スポーツ財団、京都新聞
- 主管：京都市小学校体育研究会、京都市小学校スポーツ連盟
- 協賛：京都桃山ライオンズクラブ